# Historial Electrònic de Salut (Catalunya)
A Catalunya s'ha endegat la creació d'un Historial Electrònic de Salut (HES), com a peça fonamental del nou model d'informació sanitària del SISCAT. Serà longitudinal i centrat en la persona (amb independència del professional o proveïdor que la pugui tractar en un moment determinat), i únic i comú per a tot el sistema sanitari.
L'HES proporcionarà una visió integral de la salut i del benestar de les persones i de les seves interaccions amb el sistema sanitari (i d'altres, com poden ser els serveis socials), i facilitarà l'atenció i el seguiment integrat i continuat del malalt. L'HES oferirà al professional informació comuna de significat clínic rellevant, puntual (en el moment que es necessiti) i de qualitat, fàcil de registrar, accedir i analitzar.
Aquesta eina respectarà els diversos models d'història clínica de les diferents entitats i substituirà progressivament els sistemes actuals basats en la interoperabilitat (la Història Clínica Compartida a Catalunya o HC3 i l'Integrador de Serveis de Salut o IS3) i l'enviament de registres dels proveïdors al CatSalut.

## Objectius de l'HES
- Objectius clínics: 
  - Millorar la qualitat i la seguretat de l'atenció, per reduir errors i proves innecessàries.
  - Fomentar la comparació transparent entre diferents pràctiques assistencials i l'adopció de maneres de fer basades en l'evidència.

- Objectius d'organització:
  - Millorar la sostenibilitat gràcies a la reducció de codificacions errònies, dels costos dels sistemes en paper, dels processos de documentació i dels costos de coordinació de l'atenció, de l'administració i de la facturació.
  - Facilitar la col·laboració entre professionals i dispositius al llarg de la cadena de cures, i posa la informació a disposició de tots els agents implicats en la salut d'un malalt.
  - Millorar la seguretat i la confidencialitat de les dades dels pacients.

- Objectius socials:
  - Augmentar la capacitat d'accés i resposta als canvis dels models d'assistència sanitària i social.
  - Permetre respondre a nous requeriments i consultes del ciutadà, i promoure l'apoderament del pacient pel que fa a la seva salut i qualitat de vida.
  - Facilitar la conducció de la recerca epidemiològica amb dades integrades del pacient en un context assistencial i social concret.